# Jan Zubelewicz
Jan Zubelewicz (ur. 1947 w Kopytniku) – polski filozof i wykładowca akademicki.

## Życiorys
W 1970 ukończył matematykę na Uniwersytecie Marii Curie-Skłodowskiej w Lublinie, a w 1976 filozofię na Uniwersytecie Warszawskim. W 1984 uzyskał stopień doktora nauk humanistycznych w zakresie filozofii na podstawie rozprawy Filozofia kultury Henryka Elzenberga, napisanej pod kierunkiem Barbary Skargi. W 2010 otrzymał habilitację na podstawie pracy Kontrowersje wokół egalitaryzmu: Tocqueville, Scheler, Elzenberg, Nisbet. Studium filozoficzno-historyczne. Profesor nadzwyczajny Wydziału Administracji i Nauk Społecznych Politechniki Warszawskiej.

## Poglądy
Wieloletni uczestnik seminarium filozoficznego Bogusława Wolniewicza, którego filozofię wysoko ocenia, współpracownik Ulricha Schradego. Jego zainteresowania koncentrują się wokół pedagogiki ogólnej, etyki, problemów cywilizacji Zachodu i filozofii polityki. Dodatkowo zajmuje się losami Kresów Wschodnich podczas II wojny światowej. Za kluczowe w filozofii wychowania uznaje przeciwstawienie aksjocentryzmu (pedagogiki zachowawczej) pajdocentryzmowi. Popiera rozwiązania tradycyjnej pedagogiki (np. Johanna Friedricha Herbarta, Bogusława Wolniewicza), krytycznie odnosi się do modelu edukacji budowanego w Polsce po 1997. W związku z tym polemizuje z poglądami Henryki Kwiatkowskiej, Hubertusa von Schönebecka, Bogdana Suchodolskiego, Bogusława Śliwerskiego i Magdaleny Środy.

## Wybrane publikacje
- Pedagogika ogólna Herbarta i jej znaczenie w zarządzaniu klasą szkolną [w:] Jan Zubelewicz (red.), O niektórych wartościach podstawowych (w kręgu filozofii współczesnej), t. 2, Wydawnictwo Naukowe Sub Lupa, Truskaw 2015, s. 159–174, ISBN 978-83-64003-57-8.
- Podziały w filozofii i politologii. Stanowiska Ulricha Schradego [w:] Jan Zubelewicz (red.), O niektórych wartościach podstawowych (w kręgu filozofii współczesnej), Wydawnictwo Naukowe Sub Lupa, Warszawa 2014, s. 53–75, ISBN 978-83-64003-36-3.
- Pedagogika ogólna Bogusława Wolniewicza i problem sankcji w edukacji, „Lumen Poloniae” (Warszawa) 2013, nr 1, s. 55–70, ISSN 1897-9742.
- Przyczyny przemocy uczniów wobec nauczycieli. Pedagogika akademicka a pedagogika Johanna F. Herbarta i Bogusława Wolniewicza [w:] Elmar Anhalt, Dariusz Stępkowski (red.), Wychowanie i kształcenie w systemach politycznych, Wydawnictwo Salezjańskie, WNP UKSW, Warszawa 2012, s. 185-210, ISBN 978-83-7201-438-2.
- (współautor), Bibliografia Henryka Józefa Marii Elzenberga, Heliodor, Warszawa 2012, ISBN 978-83-60854-88-4.
- Filozoficzna analiza i krytyka pajdocentryzmu pedagogicznego, Oficyna Wydawnicza Politechniki Warszawskiej, Warszawa 2008, ISBN 978-83-7207-771-4.
- Аксиоцентризм в философии образования, пер. c польского О. Гирного, Издательство Политехнического университета, Санкт-Петербург 2008, ISBN 83-7207-396-1 9785742219231.
- Dwie filozofie edukacji: aksjocentryzm i pajdocentryzm, Oficyna Wydawnicza Politechniki Warszawskiej, Warszawa 2003, ISBN 83-7207-396-1.